# Ashikaga Yoshimasa
En aquest nom japonès, el cognom és Ashikaga.
Ashikaga Yoshimasa (足利 義政, 20 de gener del 1435 - 27 de gener del 1490) va ser el vuitè shogun del shogunat Ashikaga i va governar entre 1449 i el 1473 al Japó. Va ser fill del sisè shogun Ashikaga Yoshinori i el marit de Hino Tomiko.
Es va convertir en shogun als sis anys després de la mort del seu germà gran el setè shogun Ashikaga Yoshikatsu.
Durant el mandat de Yoshimasa, el país va observar l'aparició de la cultura Higashiyama, amb la pràctica de la cerimònia del té japonès, l'ikebana, les dames japoneses noh i la pintura con tinta xinesa; aquest cultura va estar molt influenciada pel budisme zen i l'aparició de l'estètica japonesa com el wabi-sabi i l'harmonització de les cultures de la Cort Imperial i els samurais.
El 1464, Yoshimasa encara no tenia hereu, així va adoptar el seu germà petit Ashikaga Yoshimi com el seu successor. No obstant l'any següent Yoshimasa va tenir un fill i va haver una disputa de successió entre els dos germans. El 1467 el conflicte va esdevenir la Guerra Ōnin que va durar onze anys i va iniciar el període Sengoku de la història japonesa que va durar un segle. Yoshimasa va abdicar el 1473, afavorint al seu fill Ashikaga Yoshihisa amb el títol de shogun.
El 1489 es va construir el temple Ginkaku-ji a Kyoto com a lloc de retirada per Yoshimasa. Va morir l'any següent.